# La Destra
Prawica (wł. La Destra, LD) – włoska narodowo-konserwatywna partia polityczna.

## Historia
Partia została założona w 2007 w wyniku rozłamu w Sojuszu Narodowym. Założyła ją grupa działaczy AN, krytykujących politykę jej lidera, Gianfranca Finiego, który doprowadził do odejścia od idei postfaszystowskich i przekształcenia Sojuszu Narodowego w proeuropejskie ugrupowanie centroprawicowe. Do nowej formacji przyłączył się m.in. europoseł Nello Musumeci (lider regionalnego Sojuszu Sycylijskiego), a także kilku parlamentarzystów, w tym jedna z czołowych posłanek AN, Daniela Santanchè.
Na potrzeby przedterminowych wyborów w 2008, La Destra zawiązała koalicję ze skrajnie prawicowym Ruchem Socjalnym „Trójkolorowy Płomień”, odrzucając złożoną przez Silvia Berlusconiego ofertę przystąpienia do Ludu Wolności. Daniela Santanchè została ogłoszona kandydatką bloku na urząd premiera. Koalicja uzyskała w głosowaniu do Izby Deputowanych około 2,4%, a w głosowaniu do Senatu około 2,1% poparcia, nie przekraczając wyborczych progów.
Po wyborach Prawica przeszła kilka rozłamów, w wyniku których powstały trzy nowe małe ugrupowania, jedno z nich zawiązane przez Danielę Santanchè. W 2009 La Destra przystąpiła do nowo powołanej koalicji Biegun Autonomii celem wspólnego startu w wyborach do Parlamentu Europejskiego.
W wyniku wyborów krajowych w 2013 partia, startująca w koalicji z centroprawicą skupioną wokół Ludu Wolności, nie uzyskała mandatów w żadnej z izb włoskiego parlamentu.
W 2017 ugrupowanie podjęło decyzję o samorozwiązaniu w związku z utworzeniem nowej partii pod nazwą Movimento Nazionale per la Sovranità.